# Качалово (Костромская область)
Качалово — деревня в Костромском районе Костромской области. Входит в состав муниципального образования Чернопенское сельское поселение. Находится в пригородной зоне Костромы.

## География
Расположена в юго-западной части области, на реке Качалка (малый приток Волги) в  1,5 км от Волги, примерно в 12 км по прямой к югу от областного центра Костромы. У деревни находится садоводческое товарищество Тихий Уголок, деревня Сущёво.

## История
С 30 декабря 2004 года Качалово входит в образованное муниципальное образование Чернопенское сельское поселение, согласно Закону Костромской области № 237-ЗКО.

## Население
| 2008 | 2010 | 2014 |
| ---- | ---- | ---- |
| 9    | ↘3   | ↘1   |

## Инфраструктура
Церковь Успения Пресвятой Богородицы.
Школьники прикреплены к МОУ Чернопенская средняя общеобразовательная школа в пос. Сухоногово.

## Транспорт
Автодорога с выездом на федеральную трассу Р-132 «Золотое кольцо» (бывшая Р-600 «Кострома-Иваново»). Остановка общественного транспорта «Качалово».